# 黃褐短鰕虎
黃褐短鰕虎（学名：Gobiodon fulvus），又名棕褐葉鰕虎魚，为鰕虎科葉鰕虎魚屬下的一个种。其种加词“Fulvus”意为“红黄色的”。